# Xylopia tomentosa
Xylopia tomentosa är en kirimojaväxtart som beskrevs av Arthur Wallis Exell. Xylopia tomentosa ingår i släktet Xylopia och familjen kirimojaväxter. Inga underarter finns listade i Catalogue of Life.